# Luis Augusto Castro Quiroga
Luis Augusto Castro Quiroga IMC  (Bogotá, 8 de abril de 1942 — Bogotá, 2 de agosto de 2022) foi prelado emérito colombiano da Igreja Católica Romana e religioso da Congregação dos Missionários da Consolata. É jubilado pela Arquidiocese de Tunja, a qual governou de 1998 a 2020. Serviu anteriormente como vigário apostólico de San Vicente-Puerto Leguízamo desde 1986. Também foi presidente da Conferência Episcopal da Colômbia por duas vezes, de 2005 a 2008, e de 2014 a 2017.

## Biografia
Nasceu em Bogotá, capital colombiana, em 8 de abril de 1942. Estudou no Colégio San Bernardo dos Irmãos Lassalistas e no seminário menor dos Missionários da Consolata.
Cursou Filosofia na Pontifícia Universidade Javeriana em Bogotá. Fez seu noviciado em Bedizzole e Teologia na Pontifícia Universidade Urbaniana em Roma, Itália.
Emitiu seus votos perpétuos no Instituto dos Missionários da Consolata em 10 de março de 1967, e foi ordenado presbítero em Roma, em 24 de dezembro do mesmo ano. Já sacerdote, realizou uma especialização em Orientação Psicológica na Universidade de Pittsburgh, nos Estados Unidos, e obteve doutorado em Teologia na Universidade Javeriana de Bogotá.
Como presbítero, desempenhou os seguintes cargos: vigário cooperador da Paróquia da Catedral e reitor da Universidade da Amazônia em Florencia (1973-1975); diretor do seminário maior de filosofia do Instituto Missionários da Consolata em Bogotá e, simultaneamente, conselheiro provincial (1975-1978); superior provincial do seu instituto na Colômbia (1978-1981); conselheiro-geral do mesmo em Roma (1981-1986).
Em 17 de outubro de 1986, o Papa João Paulo II nomeou-o bispo titular de Águas Flávias e ordinário do Vicariato Apostólico de San Vicente-Puerto Leguízamo. Sua sagração episcopal ocorreu na Catedral Metropolitana de Bogotá, em 29 de novembro seguinte, presidida pelo Monsenhor Angelo Acerbi, então núncio apostólico na Colômbia, tendo Monsenhor Mario Revollo Bravo, arcebispo de Bogotá, e Monsenhor José Luis Serna Alzate, seu co-irmão e bispo de Líbano-Honda, como co-consagrantes. Esteve à frente daquele vicariato por doze anos.
Em 2 de fevereiro de 1998, foi designado para a Sé Metropolitana de Tunja, em sucessão ao Monsenhor Augusto Trujillo Arango, que renunciara por atingir o limite etário estabelecido pelo Código Canônico. Tomou posse em 14 de março. Em 15 de outubro de 2012, foi nomeado também administrador apostólico da Diocese de Duitama-Sogamoso, que então caía vacante. Desempenhou esta função até abril de 2015, quando um novo bispo para esta diocese foi eleito na pessoa do Monsenhor Misael Vacca Ramírez.
Foi vice-presidente da Conferência Episcopal da Colômbia de de julho de 2002 a julho de 2005, e, a partir de então, presidente, até julho de 2008. Nessa qualidade, participou, em 2007, da Quinta Conferência Geral do Episcopado Latino-americano e do Caribe, em Aparecida. Retornou a assumir a presidência da entidade no triênio de 2014-2017
Em 11 de fevereiro de 2020, teve sua renúncia ao governo arquiepiscopal por atingir o limite de idade aceita pelo Papa Francisco, que, para substituí-lo, nomeou o Monsenhor Gabriel Ángel Villa Vahos, até então bispo de Ocaña.

## Ordenações episcopais
Dom Luis foi concelebrante da ordenação episcopal de:
- Dom Francisco Javier Múnera Correa, IMC
- Dom José Vicente Huertas Vargas
- Dom Misael Vacca Ramírez
- Dom Carlos Germán Mesa Ruiz
- Dom Luis Felipe Sánchez Aponte

## Morte
Quiroga morreu no dia 2 de agosto de 2022, aos 80 anos de idade, em Bogotá, vítima da COVID-19.